# F. Wayne King
Frederic Wayne King (* 20. Mai 1936 in West Palm Beach, Florida; † 7. November 2022 in Gainesville, Florida), meist als F. Wayne King zitiert, war ein US-amerikanischer Herpetologe, Naturschützer, Hochschullehrer und Museumsdirektor. Er beschäftigte sich lange Zeit mit der Erforschung und Erhaltung von Reptilien, insbesondere von Eidechsen und Krokodilen.

## Leben
King war der Sohn von Frederic Worthington und Vera Hilda King, geborene Ashburner. 1957 erwarb er den Bachelor of Science und 1961 den Master of Science an der University of Florida. 1965 heiratete er Sharon Ray Frances Ryther. Aus dieser Ehe ging ein Sohn hervor. 1968 wurde er mit der Dissertation Competition between two South Florida Lizards of the Genus Anolis an der University of Miami zum Ph.D. promoviert.
Kings frühe Forschungsarbeiten konzentrierten sich auf die Systematik und Ökologie von Eidechsen in der Karibik und in Südostasien. Von 1962 bis 1963 verbrachte er ein Jahr mit Feldstudien in Sarawak und nahm Proben von Reptilien und Amphibien. Dabei arbeitete er eng mit der einheimischen Ethnie der Iban zusammen. Von 1966 bis 1967 war er wissenschaftlicher Mitarbeiter am Florida State Museum in Gainesville. 1967 begann er bei der New York Zoological Society (heute Wildlife Conservation Society) zu arbeiten, wo er von 1971 bis 1973 Vorsitzender des Bildungsprogramms war, bis 1975 die Positionen des stellvertretenden Kurators und anschließend die des Kurators für Herpetologie und von 1975 bis 1979 die Direktorenposten für Naturschutz, für Umwelterziehung und zoologische Konservierung innehatte. Von 1972 bis 1979 war er Fachreferent und Mitglied des Beratungsgremiums für das International Zoo Yearbook.
Von 1973 bis 1979 und erneut von 1981 bis 1990 war er Vorsitzender der Crocodile Specialist Group (CSG). Von 1979 bis 1997 war er Kurator für Reptilien und Direktor des Florida Museum of Natural History (FLMNH) und hatte bis zu seiner Pensionierung im Jahr 2007 eine Professur für Zoologie, Wildtiere und Lateinamerikastudien an der University of Florida inne. Zu seinen wichtigsten Veröffentlichungen gehören Identification of Commercial Crocodile Skins (1971) mit Peter Brazaitis, The Audubon Guide to North American Reptiles and Amphibians (1979) mit John Behler und Crocodilians, Tuataras and Turtle Species of the World (1989) mit Russel Burke.
In den 1980er und 1990er Jahren beteiligte sich Wayne an Feldforschungen und Erhebungen über Krokodile in verschiedenen Ländern, darunter Venezuela, Guyana, Kolumbien, Nicaragua, den Salomonen und Palau. Sein größter Einfluss erstreckte sich jedoch auf den Bereich der Naturschutzpolitik und deren internationale Umsetzung.
Ursprünglich vertrat Wayne die Auffassung, dass die kommerzielle Ausbeutung von Krokodilen maßgeblich für den Rückgang zahlreicher Arten verantwortlich ist und daher eingestellt werden sollte. Im Laufe seiner Karriere und beeinflusst von Fachkollegen wie Harry Messel, Grahame Webb und John Hutton, entwickelte er jedoch eine differenziertere Sichtweise und befürwortete eine regulierte, nachhaltige Nutzung. In diesem Kontext beriet er nationale US-Behörden, die Konvention über den internationalen Handel mit gefährdeten Arten (CITES) sowie Programme in Kolumbien, Paraguay und Nicaragua, um ein verantwortungsvolles Management, Handelsregulierungen und Überwachungserhebungen zu etablieren. Zudem pflegte Wayne Kontakte zur US-amerikanischen Reptilienlederindustrie, deren Vertreter, Clair Hagen, an der ersten CSG-Sitzung im Jahr 1971 teilnahm.
Über Hagen unterstützte die Schweizer Kunstlederfirma Pfister King bei der Zusammenstellung eines Musterbuchs für alle Kunstleder (einschließlich von Kröten, Haien usw.). Er initiierte die Gründung der CSG im Jahr 1971 und war Gastgeber des Treffens bei der New York Zoological Society. Der dort erörterte Erhaltungszustand der Krokodile wurde zur Grundlage der Roten Listen der IUCN und der SSC und wurde auf der zweiten Tagung der CSG in Südafrika ausgearbeitet und bestätigt. Wayne gehörte der offiziellen US-Delegation für die Bevollmächtigtenkonferenz in Washington, D.C. an, auf der das CITES-Abkommen entworfen wurde. Als CSG-Vorsitzender für zwei Perioden sorgte er für die Stabilität und die Mitgliedschaft dieser Gruppe, unterstützte Expertenkollegen in Kolumbien, Südafrika, Thailand, Großbritannien, Australien, Venezuela und den USA und hatte großen Einfluss auf die Politik der IUCN. Sein Einfluss erstreckte sich auch auf viele seiner Studenten und Fachkollegen, darunter Cecilia und Tomas Blohm, Howard Campbell, Les Garrick, Bob Godshalk, Phillip Hall, Kenny Krysko, Frank Mazzotti, Andy Ross, Andreas Seijas, John Thorbjarnarson und Kent Vliet.
King beschrieb die Taxa Cyrtodactylus cavernicolus, Sphaerodactylus parvus, Xenosaurus agrenon und Xenosaurus platyceps.

## Mitgliedschaften und Auszeichnungen
King war Mitglied der Herpetologists’ League, der American Society Ichthyologists and Herpetologists (darunter im Vorstand von 1975 bis 1977 und von 1979 bis 1983, Vorsitzender des Ausschusses für Umweltqualität von 1973 bis 1975), der American Alliance of Museums, des International Council of Museums, der Society for the Study of Amphibians and Reptiles, der Association of Zoos and Aquariums (Vorsitzender des Ausschusses für die Erhaltung von Wildtieren 1972 bis 1974), des American Alligator Council, der IUCN (stellvertretender Vorsitzender der Species Survival Commission ab 1978), der Association of Systematics Collections (Schatzmeister 1981 bis 1984, Vizepräsident 1984 bis 1985, Präsident ab 1985), des U.S. National Committee of the IUCN (Direktor ab 1975, stellvertretender Vorsitzender 1976 bis 1978, Vorsitzender 1978 bis 1981), der Caribbean Conservation Corporation (heute Sea Turtle Conservancy; Vorsitzender des Erhaltungsausschusses von 1973 bis 1981), der New York Zoological Society (wissenschaftliches Mitglied ab 1970, Mitglied im Naturschutzausschuss ab 1979), des Rare Animal Relief Effort (Treuhänder 1979 bis 1981) sowie im Sierra Club (Beratungsausschuss für das internationale Erdpflegezentrum seit 1977, Beratungsausschuss für tropische Wälder seit 1977).
1975 war King Preisträger des American Motors Corporation Conservation Award. 1981 erhielt er von Prinz Bernhard der Niederlande den Orden der Goldenen Arche.